# Tortoreta inca
La tortoreta inca (Columbina inca) és una espècie d'ocell de la família dels colúmbids (Columbidae) que habita garrigues, zones arbustives, terres de conreu i ciutats des d'Arizona, Nou Mèxic i Texas, cap al sud, a través de Mèxic i Amèrica Central fins a Costa Rica.